# Parafia Trójcy Świętej w Łosicach
Parafia Trójcy Świętej w Łosicach – parafia rzymskokatolicka w dekanacie łosickim.

## Historia
Parafia została erygowana w 1999 roku. Początkowo mieści się w kaplicy przy ulicy Orzechowej 1. W roku 2000 rozpoczęto budowę kościoła parafialnego murowanego przy ulicy Kolejowej 4. Budowa kościoła została ukończona w roku 2006. 11 czerwca 2006 doszło do konsekracji kościoła z rąk Biskupa Diecezji Siedleckiej Zbigniewa Kiernikowskiego przy udziale Biskupa Pomocniczego Henryka Tomasika oraz Biskupa Seniora Jana Mazura.
Do parafii należą wierni z części Łosic oraz okolicznych wsi: Biernaty Średnie, Parcele, Płosodrza, Rudnik, Stare Biernaty, Wólka-Biernaty, Zakrze. Kaplice dojazdowe: ul. Orzechowa i w Rudniku.